# Oberhausen (Much)
Oberhausen ist ein Ortsteil der Gemeinde Much im nordrhein-westfälischen Rhein-Sieg-Kreis. 

## Lage
Oberhausen liegt auf den Hängen des Bergischen Landes. Nachbarorte sind Feld im Westen, Oberholz im Norden und Birrenbachshöhe im Osten. Oberhausen ist über die Landesstraße 352 erreichbar.

## Einwohner
Im Jahr 1901 war Oberhausen ein Weiler mit 37 Einwohnern. Verzeichnet waren die Haushalte Lehrer Caspar Engels, Ackerer Joh. Mertens, Schreiner Joh. Mertens, Lehrer J. David Nagelschmidt, Ackerer Carl Wilhelm Söntgerath, Ackerer Friedrich Söntgerath, Ackerin Witwe Joh. Peter Söntgerath, Ackerer Joh. Steinstrasser und Lehrer a. D. Heinrich Josef Willmund.